# Menorca talaiòtica

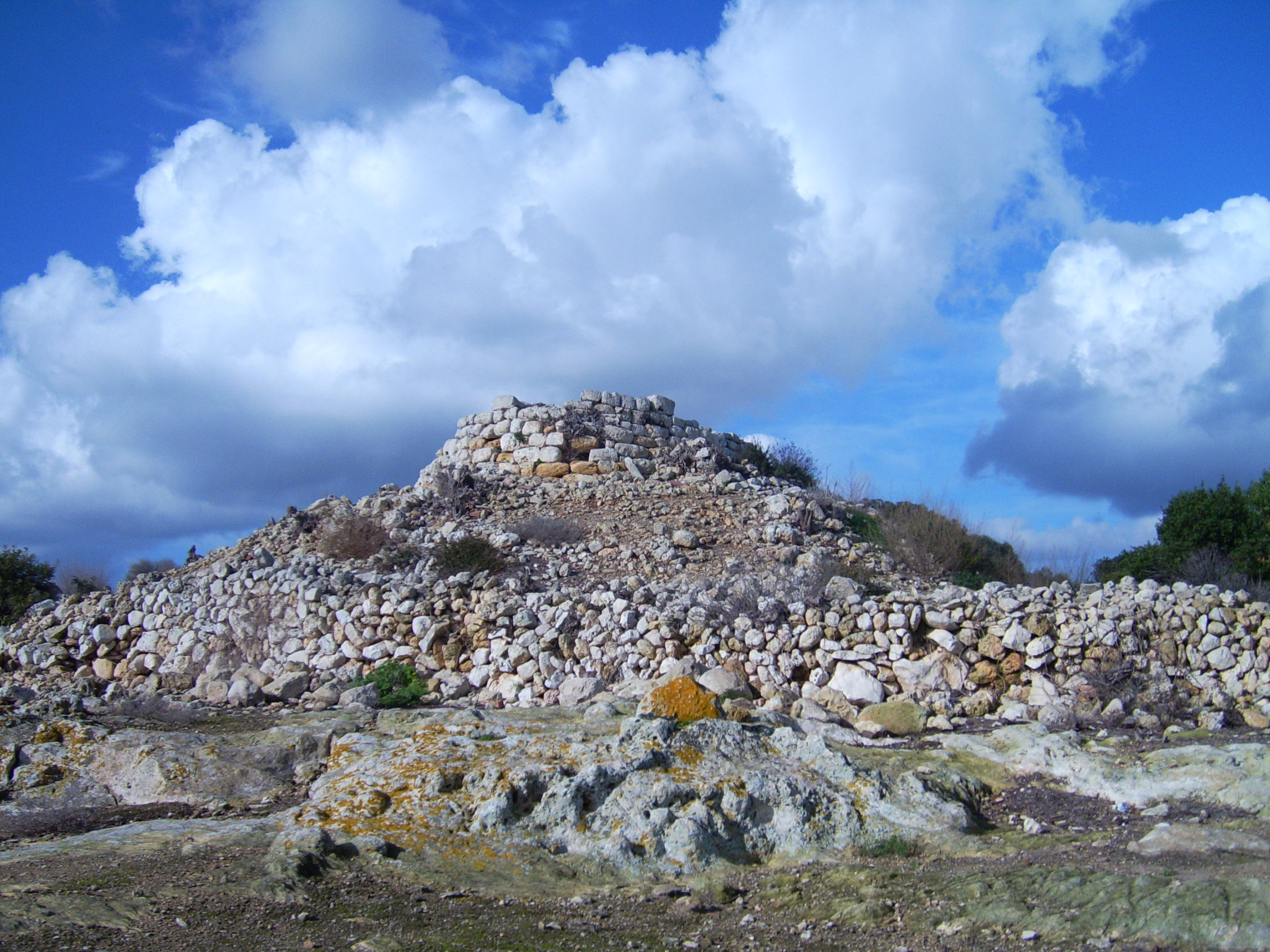
Talaiot de Torralba (Alaior)

S'anomena període talaiòtic a Menorca a l'etapa de temps compresa entre la construcció dels primers talaiots i l'inici de la concentració de la població en nuclis urbans, fins a l'etapa de contacte i influència del món púnic, segons alguns autors (V. Llull) o fins a l'arribada dels romans, segons altres (Ll. Plantalamor). Abasta els darrers segles de l'edat del bronze i gairebé tota l'edat del ferro. L'etapa precedent es coneix com a pretalaiòtic o període naviforme.
El 2023 va ser inscrita en la llista de Patrimoni de la Humanitat de la UNESCO.

## Propostes cronològiques

### Proposta cronològica delMuseu de Menorca
Un dels esquemes cronològics pel període talaiòtic a Menorca ha estat proposat per Lluís Plantalamor. Segons aquest autor, als voltants del 1500 aC es produeix un canvi cultural important, a causa de l'arribada de gent forana a l'illa de Menorca. Es van abandonant els sistemes de vida anteriors i apareixen les primeres concentracions de cases i vilatges, en els quals es dona una prioritat defensiva (amb muralles i talaiots), una jerarquització social, l'especialització de la feina en comunitat i la gradual complexitat en els rituals i en les creences religioses.
Es distingeixen quatre períodes:

#### Talaiòtic I (1500-1000 aC)
Període de transició. Perduren els sistemes d'enterrament del període anterior (amb navetes d'enterrament), però s'introdueixen nous models constructius, a causa d'una necessitat defensiva de la comunitat (talaiots i muralles). Es perfecciona la manufactura de la ceràmica i s'introdueix la metal·lúrgia del bronze. El monument més característic de la nova cultura és el talaiot. Pot definir-se com una gran torre troncocònica (troncopiramidal també a Mallorca), les parets de les quals estan bastides per una cara externa de grans blocs i una cara interna construïda amb pedres de menor volum; l'espai entre ambdós paraments s'ha reblert amb pedres més petites i terra. A Menorca el talaiot és poc freqüent que tingui cambra interior, per tant, sol ser massís.

#### Talaiòtic II (1000-700 aC)
S'abandonen els sistemes constructius del pretalaiòtic i es desenvolupen les grans concentracions urbanes. Es reafirma la jerarquització social i la divisió de la feina, fruit d'un estadi cultural plenament urbà. És a partir d'aquesta etapa que es construeixen uns santuaris únics a la Mediterrània: les Taules. Són uns recintes de planta més o menys en forma de ferradura, delimitats per una murada ciclòpia on s'intercalen columnetes i on al seu interior s'alça una gran columna monolítica de base rectangular coronada amb un capitell pla i molt sobresortint que dona lloc a l'analogia d'una taula.

#### Talaiòtic III (700-300 aC)
Els progressius contactes comercials amb grecs, fenicis i cartaginesos porten els talaiòtics a reforçar els seus llogarets amb construccions defensives addicionals amb bastions i torres de defensa. D'altra banda, s'introdueixen noves modalitats constructives, les cases circulars amb pati central, i apareixen objectes sumptuaris de bronze i armament de ferro.

#### Talaiòtic IV (400/300-123 aC)
El comerç amb les grans civilitzacions marineres de la Mediterrània s'intensifica. Es passa d'un simple intercanvi d'objectes preuats (segurament dirigits a enaltir als cabdills talaiòtics) a un traspàs de béns i aliments bàsics. Roma es converteix en una potència hegemònica, i això anirà en detriment de Menorca, que a poc a poc va quedant-se arraconada un cop l'aliat cartaginès és vençut. Els poblets interiors són destruïts i reconstruïts durant les guerres púniques, però finalment van caient en decadència. Els santuaris talaiòtics (les Taules) es van abandonant. En canvi, prenen importància els nuclis talaiòtics situats a la vora dels ports naturals més importants. La presència continuada de comerciants forasters fa acostar als seus embarcadors comunitats talaiòtiques tardanes.

### Proposta cronològica de laUniversitat Autònoma de Barcelona
Aquesta proposta del Grup d'Arqueologia Social del Mediterrani dirigit per V. Llull, considera que les primeres manifestacions talaiòtiques es produeixen cap al 1000 aC, moment en què apareixen els primers talaiots i de forma contemporània als últims naviformes pretalaiòtics. La seva periodització respon a les investigacions del poblat de Son Fornés (Mallorca) i a les Coves des Càrritx i Mussol (Menorca). Aposten per anomenar cada etapa a partir dels elements propis que en cada moment varen habitar les Balears. Divideixen l'etapa talaiòtica en tres fases: la Prototalaiòtica (1050 - 850 aC.) on s'abandonen les navetes d'habitació, s'incrementa l'assentament en nuclis més grans, disminueixen les relacions amb Mallorca i es detecten els primers indicis de tractament diferenciat en l'aspecte funerari; la Talaiòtica (850 - 550 aC.) on es detecta la construcció dels primers talaiots i els primers indicis de jerarquització social; i la Post-talaiòtica (550 - 123 aC.) on apareixen les cases monumentals de forma circular (Cercles), la construcció dels Recintes de Taula com edifici principal del poblat, grans necròpolis de coves artificials (inici de l'enterrament en calç) i creixent complexitat social amb una importància clau dels contactes amb el món púnic, els quals integrarien les illes als circuits comercials de la Mediterrània.

### Proposta cronològica de laUniversitat de les Illes Balears
Fruit de les investigacions de V. Guerreo, M. Calvo i B. Salvà, tots ells de la Universitat de les Illes Balears, es proposa que la cultura talaiòtica és bàsicament una societat de l'Edat del Ferro de manera que la seva gènesi se situa cap allà el 900 aC amb la construcció dels primers talaiots, i acabaria l'any 123 aC amb la conquesta romana de les Illes Balears. Un dels elements importants dins aquesta periodització és que consideren la cultura talaiòtica el resultat de l'evolució interna de les societats pretalaiòtiques del bronze final, potenciada per la influència del comerç púnic al Mediterrani occidental.

### Proposta més recent
Recentment ha sorgit una proposta cronològica centrada en l'àmbit de Menorca i basada en els resultats de les recents investigacions, que planteja que el desenvolupament de la cultura talaiòtica de Menorca presenta unes característiques prou diferenciades de la mallorquina i que el desenvolupament cronològic de totes dues podria no ser plenament sincrònic. Així, el fenomen talaiòtic a Menorca s'iniciaria cap al 1200 aC i la primera etapa d'aquesta cultura (Talaiòtic Inicial) es perllongaria fins al 500 aC Es caracteritza per la construcció dels elements monumentals coneguts com a talaiots, al voltant dels quals apareixen nous poblats, que substitueixen els anteriors poblats de navetes d'habitació. L'etapa compresa entre el 500 aC i la romanització (segle i aC) s'anomena Talaiòtic Final, i es caracteritza per una sèrie de canvis socials, possiblement relacionats amb la creixent influència del món colonial púnic.

## La societat talaiòtica de Menorca
Economia. Pel que sembla a través de les excavacions arqueològiques realitzades als jaciments talaiòtics, l'economia d'aquestes societats es basava en l'agricultura de cereals i la ramaderia de cabres i ovelles i, en grau més baix, porcs i bous.
L'agricultura és una part important de l'alimentació. Aquesta estava basada en els cereals com ho demostra el gran nombre de molins que es troben en els diferents poblats i la recent aparició d'edificis que semblen tenir una funció redistributiva d'aquests aliments juntament amb la carn dels animals domesticats.
Seguint les dades del Sector oest de Cornia Nou, sembla que la cabana ramadera estava formada pràcticament per cabres-ovelles (76%) i en grau més baix per porcs (16%) i vaques (8%), aquestes últimes utilitzades, segurament també, com a força de treball.
Religiositat. Poc és el que coneixem del món de les creences en l'inici del període talaiòtic. Tan sols podem intuir que s'abandonen els rituals vinculats al món subterrani (Cova des Mussol) i que hi ha un cert creixement de la presència del toro en alguns rituals, sobretot en el món funerari. Desconeixem totalment quins són els edificis de culte en l'inici d'aquest període.
La mort. Com passa en el món de les creences ens trobem amb un buit de coneixement amb relació al món dels morts de l'inici del període talaiòtic. Tan sols l'excavació d'urgència de l'hipogeu XXI i les últimes etapes de freqüentació de les coves des Càrritx i des Pas han proporcionat dades sobre el món funerari de l'inici del món talaiòtic.

## L'arquitectura talaiòtica
La major part d'estructures d'època talaiòtica que coneixem actualment responen a la fase del Talaiòtic final o Posttalaiòtic. Només coneixem el talaiot com a element arquitectònic propi d'aquest període i alguns edificis dels que s'hi adossen com els excavats a Cornia Nou. Pel que fa als hàbitats i als recintes religiosos poc o res és el que es coneix.

### Navetes d'enterrament
Una construcció característica i exclusiva del talaiòtic a Menorca són les anomenades navetes d'enterrament. Es tracta d'edificis en forma de nau invertida, característica que els dona el seu nom. L'obertura d'accés és de petites dimensions, i estaven destinades exclusivament a l'enterrament col·lectiu. Es van construir en els primers moments del període talaiòtic. No s'han de confondre amb les navetes d'habitació, que tenien funció d'habitatge i que també es troben a Mallorca i corresponen bàsicament a l'etapa anterior, coneguda com a pretalaiòtic.

### Espais d'hàbitat
Un cop abandonats els poblats naviformes, fet que s'ha documentat en diferents jaciments de l'illa com Cala Morell, Son Mercer de Baix, etc., la població s'assenta en nous poblats dels quals no coneixem com eren les seves cases. Molt probablement les remodelacions i les construccions dels posteriors hàbitats a sobre mateix d'aquestes fan difícil documentar-les.

### El talaiot

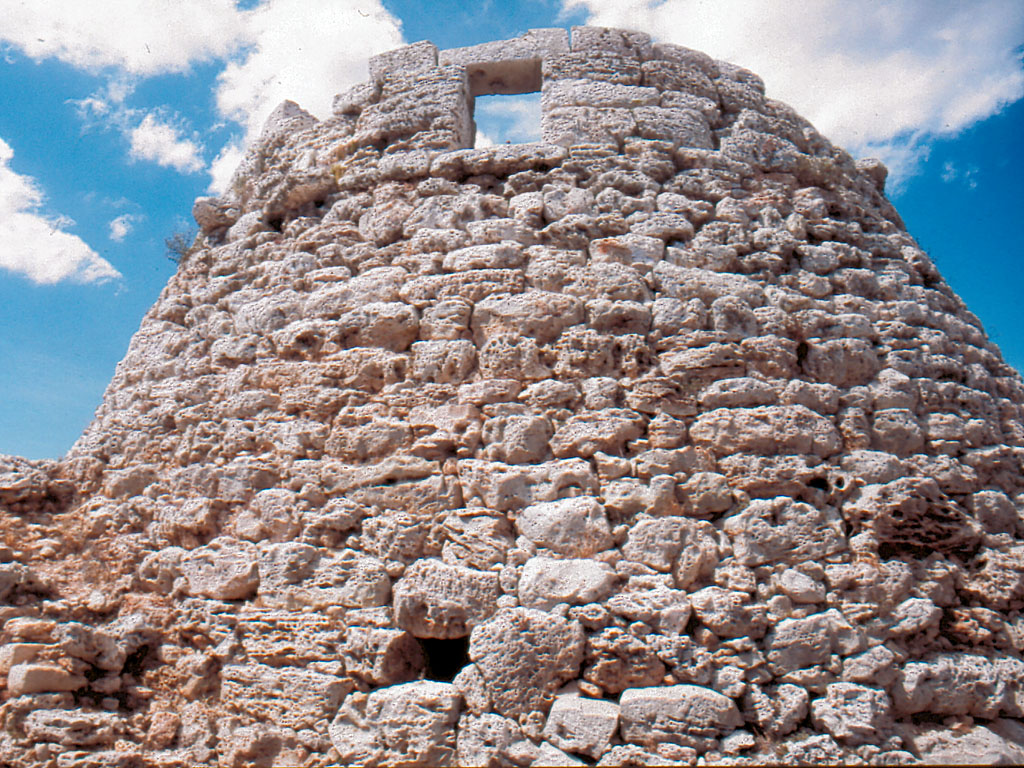
Talaiot de Torellonet Vell

Es tracta de l'element arquitectònic que dona nom a l'etapa cultural. Són els monuments més nombrosos de la Menorca prehistòrica (més de 300), però a causa de la manca d'excavacions, podríem dir que són les estructures més desconegudes del període. Amb recents excavacions sembla que el seu origen s'ha de situar a les acaballes del II mil·lenni aC i perduraria en ús fins més o menys el 500 aC. Els talaiots de Menorca, al contrari que els de Mallorca, presenten una gran diversitat tipològica: es documenten talaiots amb estructures adossades com el de Cornia, de planta quadrangular, de forma el·líptica, amb cambra interior com el de Sant Agustí, amb corredor, etc.
No es coneix amb certesa la funció d'aquests edificis que a causa de la seva diversitat tipològica podria respondre a diversos usos com ara el de torre de vigilància dins els poblats, edifici amb certs caràcters cultuals, elements simbòlics destinats a la representació del poder de la classe dominant, elements de control del territori, etc
A Menorca hi ha evidències clares de la construcció de talaiots cap a l'any 1000 aC, com per exemple a Cornia Nou, mentre que a Mallorca sembla que les evidències més antigues no anirien més enllà del 850 aC. A ambdues illes, sembla que almenys alguns d'aquests edificis entrarien en decadència entre el 600 i el 500 aC, coincidint amb l'inici de la influència del món púnic. Aquesta fase, anomenada període posttalaiòtic, període talaiòtic final, o període baleàric es caracteritza per la creixent influència de la cultura púnica. Finalitzà amb la conquesta romana de les illes el 123 aC.

### Edificis adossats a talaiots

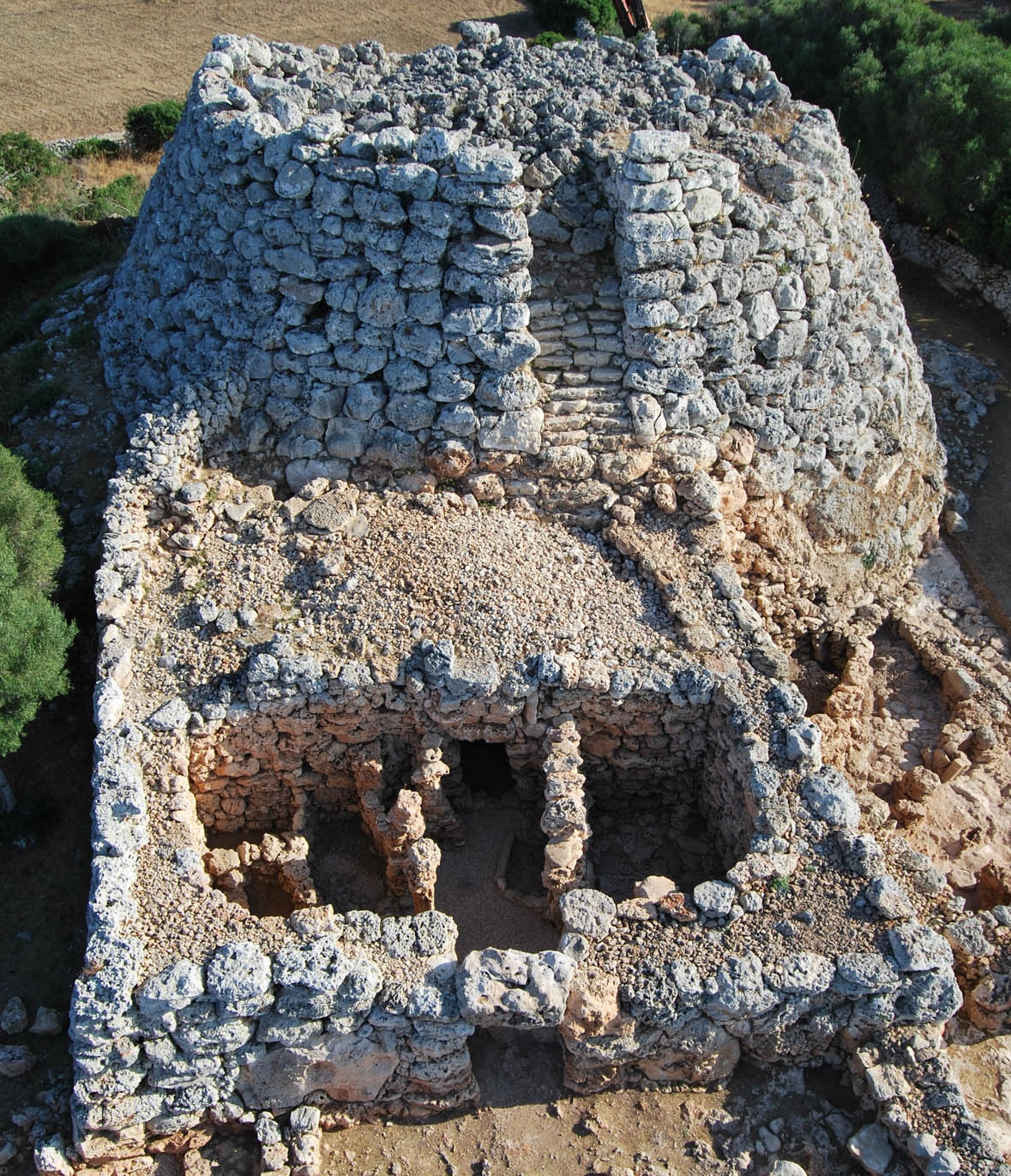
Vista del talaiot oest i edifici adossat de Cornia Nou

Tot i no que no s'han documentat hàbitats d'aquest període, sí que s'ha excavat un conjunt d'edificis adossats al Talaiot Oest de Cornia que respondrien cronològicament a aquest període. Es tracta d'estructures que envolten el talaiot, de planta rectangular amb angles força marcats. Els murs de tècnica ciclòpia són de doble parament, gruixuts i alts. Pel que s'ha documentat arqueològicament sembla que es tracta d'edificis relacionats amb el processament d'aliments, sobretot gra i carn, i la seva funció estaria relacionada amb la redistribució d'aquests aliments, fet que fa pensar als investigadors en una incipient jerarquització de la societat, on una elit tenia el control sobre els recursos.

### Recintes religiosos
Poc, per no dir res és el que coneixem avui dia sobre els edificis de caràcter cultual del període talaiòtic. Sembla que s'abandonen les coves com a llocs de ritual (Cova des Mussol) i aquests es traslladen a dins dels poblats. Al de Trepucó es poden observar restes d'un edifici anterior al recinte de taula, tot i que no es pot concloure que fos de caràcter religiós.

### Espais funeraris
En el moment d'interpàs de l'etapa pretalaiòtica a la talaiòtica, el que s'anomena prototalaiòtic, Talaòtic II o la primera fase del Talaiòtic inicial, es detecten canvis en els rituals funeraris de les coves murades (cova des Càrritx), de les navetes i la utilització de nous espais funeraris com les coves naturals (com la des Pas) i hipogeus de planta senzilla. Entre els nous rituals destaca el dels cabells (tenyir, tallar i guardar dins tubs de banya) que es documenta a les coves des Càrritx (Algendar), des Pas (Algendar) i des Morts (Mongofra).

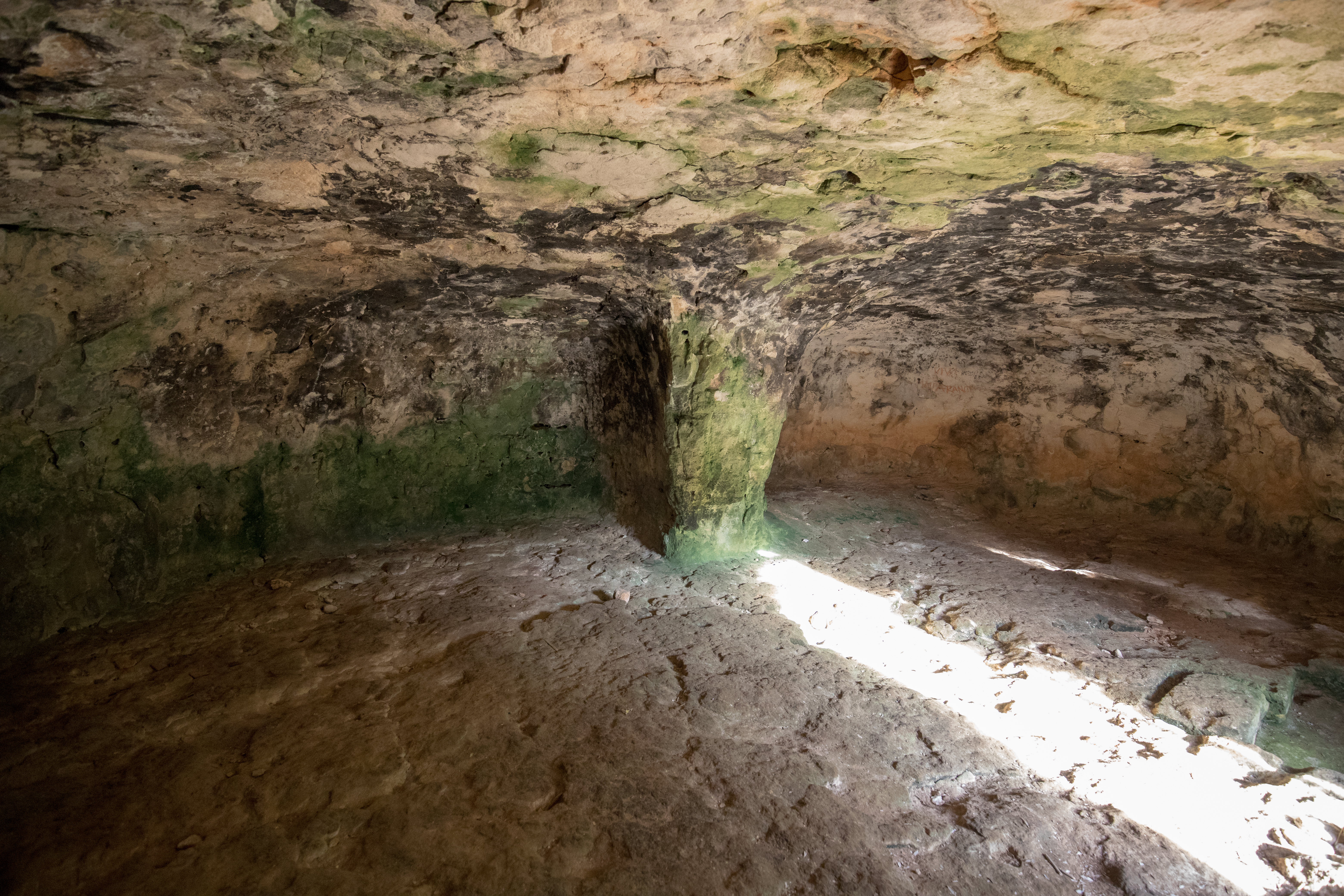
Interior d'un hipogeu de Calescoves

Tota aquesta pluralitat de rituals i de llocs funeraris queda força desdibuixada a l'etapa de màxima esplendor de la cultura talaiòtica, 850-800 aC fins al 500 aC. L'hipogeu XXI de Cales Coves és un dels pocs llocs, juntament amb la fase final de la cova des Càrritx i es Pas, que ens ofereix informació. L'excavació de l'hipogeu, tot i haver estat espoliat, va proporcionar restes de fusta de civeres i taüts on eren enterrats els morts, diversos objectes d'aixovar com puntes de llança, una arracada de plata, etc., i la presència de vèrtebres de la cua de bous juntament amb taps fets a partir de fèmurs de bou, cosa que fa pensar amb la possible importància del toro dins el simbolisme de l'època.

## Candidatura a Patrimoni Mundial
El Consell Insular va intentar sense èxit el 2017 que un conjunt de jaciments aplegats sota el nom Menorca Talaiòtica formés part de la llista de patrimoni de la UNESCO. El projecte es va reformular i finalment va ser inscrit a la llista oficial de la UNESCO el setembre de 2023.
Els jaciments en qüestió són: Necròpolis de Cala Morell, Naveta des Tudons, Es Castellàs des Caparrot de Forma, Ses Roques Llises, Trepucó, Poblat talaiòtic de Torralba d'en Salort, Cova des Càrritx, Taula de Torrellisar, Hipogeu de Torre del Ram, Hipogeus de Biniai Nou, Monument de na Comerma de sa Garita, Naveta de Biniac Oriental, Navetes de Rafal Rubí, Necròpolis i Es Castellet de Calescoves, Poblat de Son Mercer de Baix, Poblat talaiòtic de Binissafúller, Poblat talaiòtic de Montefí, Sa Cudia Cremada, Poblat talaiòtic de Sa Torreta, Poblat talaiòtic de Sant Agustí, Poblat talaiòtic de Torrellafuda, Poblat talaiòtic de Torretrencada, Sala hipòstila des Galliner de Madona, So na Caçana, Sepulcre de Son Olivaret, Talaiot de Torelló, Talaiot de Trebalúger, Poblat de Cala Morell, Torre d'en Galmés, Cornia Nou.